# 三井アウトレットパーク マリンピア神戸
三井アウトレットパーク マリンピア神戸（みついアウトレットパーク マリンピアこうべ）は兵庫県神戸市垂水区海岸通に所在する、三井アウトレットパーク系列の商業施設。垂水沖を埋め立てて1999年に開業された。
神戸市内ほか、兵庫県全域や大阪・岡山・四国方面からも多くの客が訪れる。2009年3月には、新商業棟｢ファクトリーアウトレッツセントラル｣が開業。近畿初・日本初の専門店が多く出店する。

## 沿革

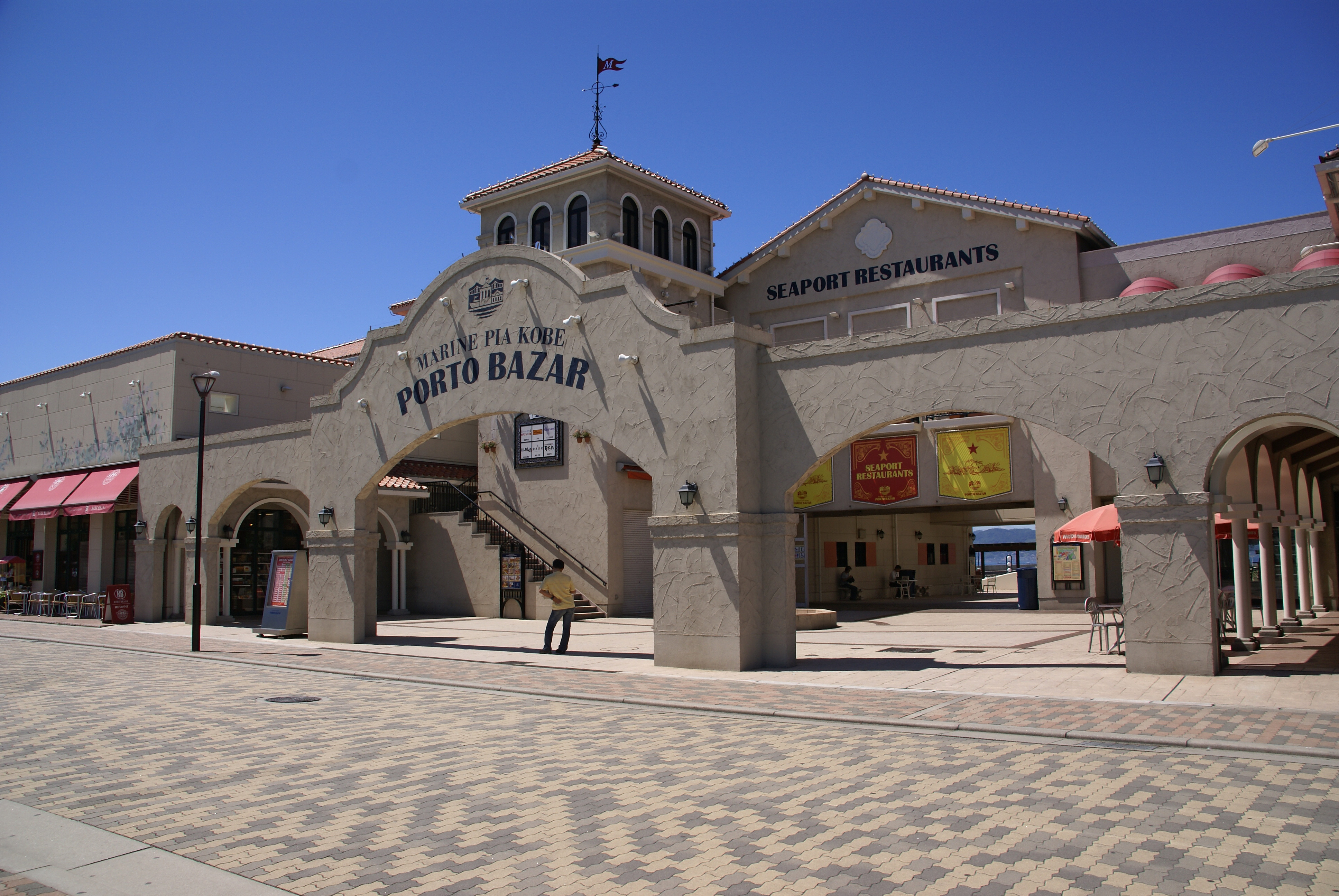
マリンピア神戸ポルトバザール時代の外観（2007年8月）

- 1999年7月30日 - 「マリンピア神戸ポルトバザール」オープン。
- 2006年4月 - アネックス（ANNEX）がオープン。
- 2008年4月1日 - 名称を「三井アウトレットパーク マリンピア神戸」に変更。
- 2009年3月18日 - リニューアルオープン（ファクトリーアウトレッツセントラルがオープン）
- 2023年1月15日 - 一時閉館し、全面建て替えがスタート[1]。
- 2024年11月22日 - 建て替えが終わり、プレオープン。
- 2024年11月26日 - グランドオープン[2]。

## 施設

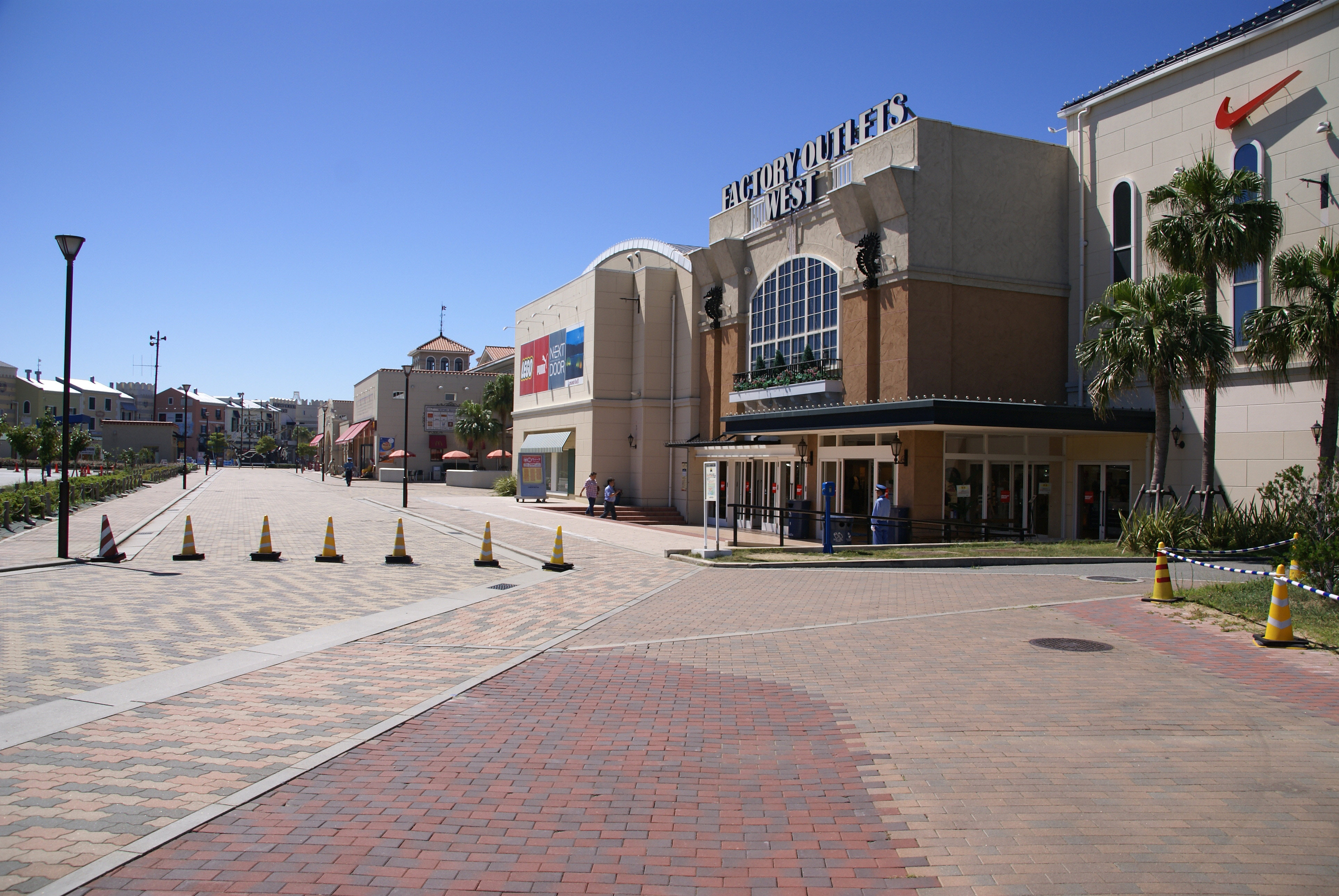
FACTORY OUTLETS EAST（奥）、WEST（手前）（2007年8月）

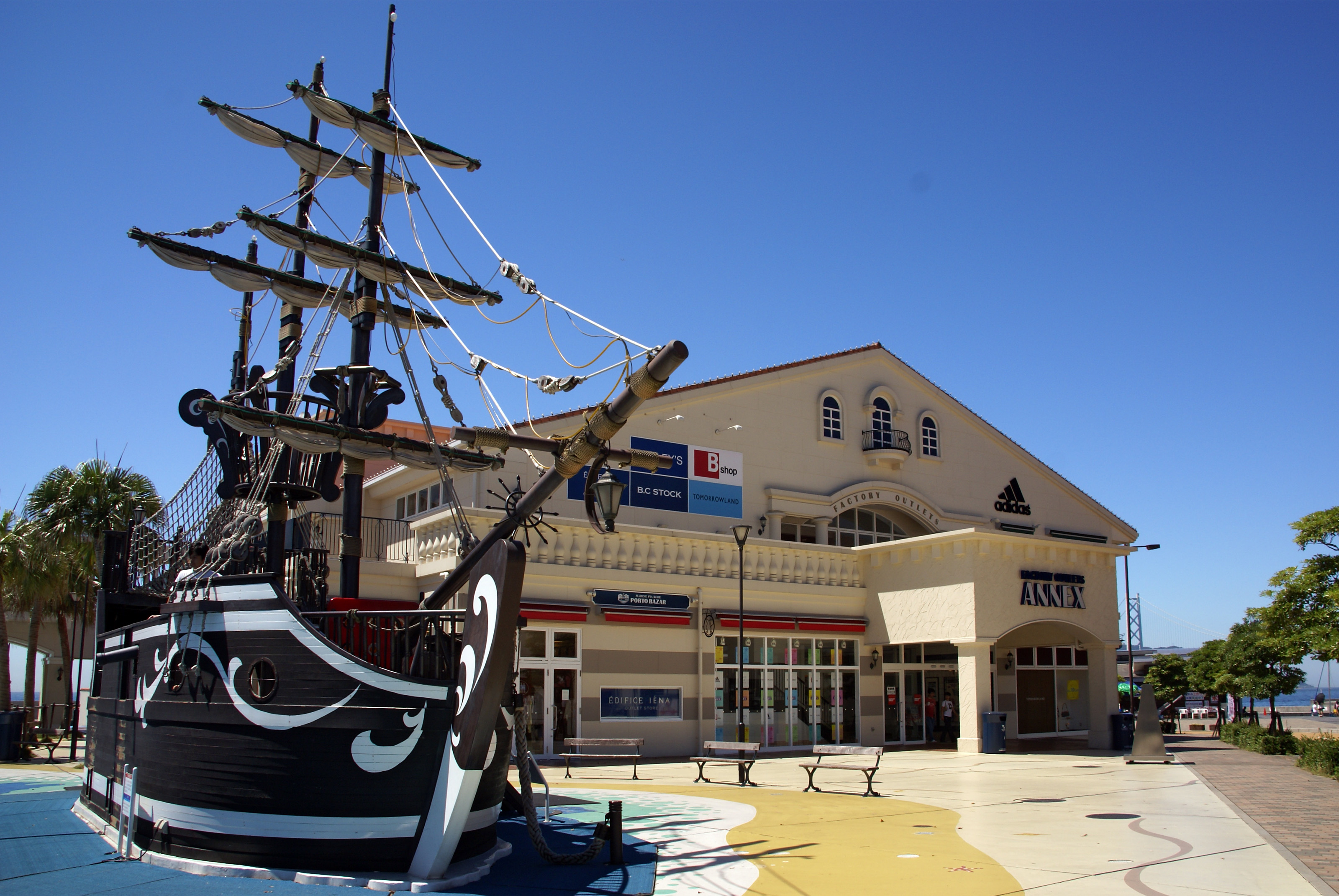
FACTORY OUTLETS ANNEX（2007年8月）

FACTORY OUTLETS 　EAST・WEST・ANNEX・CENTRALの4つのショッピングモールとSEAPORT RESTAURANTの飲食店街からなる。うちアウトレット店116店舗が存在する。
子供向けの遊戯施設もあり、親子連れ顧客も楽しめるようになっている。
マリンピア神戸内の明石海峡・明石海峡大橋を臨む海浜公園とヨットハーバー（海の駅神戸フィッシャリーナ ）が隣接しており、ビジター利用も可能なため海からの訪問も可能。アウトレットモールならではのショッピングと同時に海の風景と魅力を満喫できる。また「さかなの学校」という水産業務体験施設が隣接し塩作りの体験もできるなど、買い物以外のレジャーも提供されている。

### 主な店舗
- アディダスファクトリー・アウトレット
- エドウィン
- エディー・バウアー
- オリエンタルトラフィック アウトレット
- クロールバリエ アウトレット（バス・コーポレーション）
- スターバックス
- 鶴橋風月
- トリンプ
- ナイキファクトリーストア
- ダナー
- ニューヨーカー
- ネクストドア
- バークレーK・K・KOBE（シューズ）
- バス・コーポレーション
- ハンティングワールド
- ヒュンメル
- BEAMS
- フランフラン
- ユナイテッドアローズ
- ラシット
- ラコステ
- リーガル
- リーバイス
- レゴ

セレクトショップの形式や、期間限定で出店する店舗がある。

## 交通アクセス

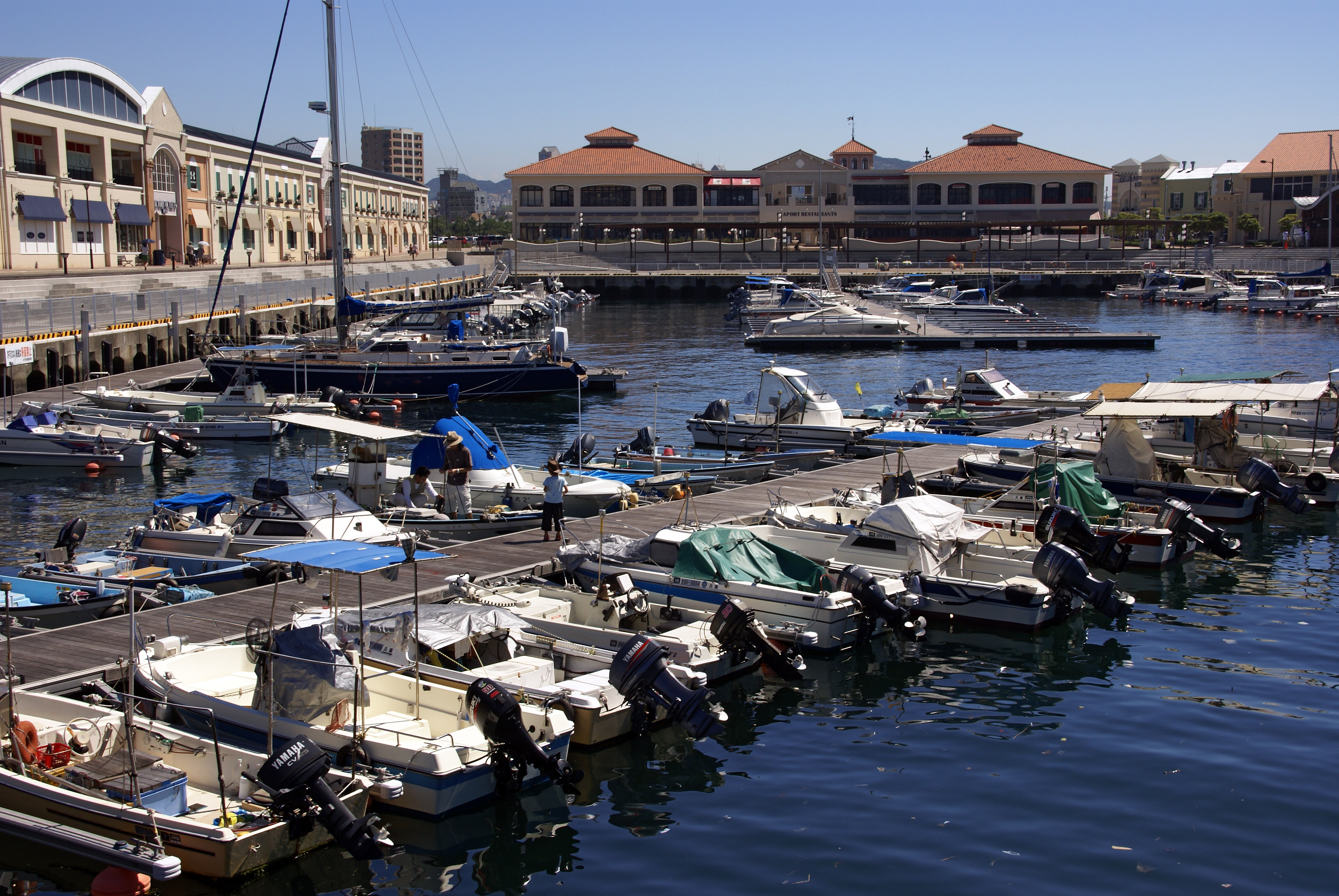
神戸フィッシャリーナに面して建つFACTORY OUTLETS WEST（左）、SEAPORT RESTAURANT（正面）（2007年8月）

- JR神戸線垂水駅、山陽電鉄垂水駅下車、徒歩9分。無料シャトルバスもある。[4]
- 山陽電鉄霞ヶ丘駅下車、徒歩12分。